# LC回路
LC回路（英: LC circuit）は、共振回路の一種で、"L" で表されるコイルと "C" で表されるコンデンサで構成される電気回路である。コイルとコンデンサの間で、次の式で表されるその回路の共振周波数で電流が変化する。
{\displaystyle f={\frac {1}{2\pi {\sqrt {LC}}}}}
ここで、L はインダクタンス（単位はヘンリー）、C は静電容量（単位はファラド）である。周波数 f の単位はヘルツである。
LC回路は特定の周波数の信号を生成するのに使われたり、より複雑な信号から特定の周波数の信号だけを抽出するのに使われる。発振回路やフィルタ回路、チューナー、周波数混合器などで利用する重要なコンポーネントである。LC回路は、電気抵抗によるエネルギーの消散を無視した理想化したモデルである。抵抗も含めたモデルはRLC回路である。

## 原理
LC回路は、その共振周波数で振動する電力を蓄えることができる。コンデンサが電極板の間の電場に蓄える電力は、そこにかかる電圧によって変化する。コイルが磁場に蓄える電力は、そこを流れる電流によって変化する。電力を蓄えたコンデンサとコイルが連結されていると、電流がコイルに流れはじめ、そこに磁場が形成され、コンデンサにかかる電圧が低くなっていく。最終的にコンデンサに蓄積された電力は全て放出される。しかし、電流は流れ続ける。これはコイルが電流の変化を阻止するように働き、磁場からエネルギーを取り出して電流を一定に流れさせようとするためである。その電流はコンデンサに徐々に蓄積され、前とは逆の極性で電圧がかかるようになる。磁場が消え去ると電流は停止し、コンデンサに逆の極性で電圧がかかった状態になり、最初の状態に戻る。今度は逆方向に電流が流れ始める。
電荷はコイルを経由してコンデンサの電極間を行ったりきたりする。実際には内部抵抗があるため、外部からエネルギーが供給されない限り、コンデンサとコイルの間のエネルギーの振動は減衰していく。このような動作を数学的には調和振動子と呼び、振り子が揺れるのと同様である。振り子と同様にエネルギーを蓄えるので、特にLC並列共振回路をタンク回路 (tank circuit) とも呼ぶ。

## 共振現象
共振現象は、誘導性と容量性のリアクタンスが等しいときに発生する。振り子がひとりでに振動しないように、LC回路が勝手に共振するわけではない。共振という言葉は、小さな揺れの供給が系全体に大きな効果を及ぼすような現象を意味する。LC回路にもAC電源や電波のような供給源がないと共振は発生しない。誘導性と容量性のリアクタンスが等しくなる周波数を、その回路の共振周波数という。LC回路の共振周波数（ラジアン/秒）は次の通り。
{\displaystyle \omega ={\frac {1}{\sqrt {LC}}}}
これをヘルツで表すと、次のようになる。
{\displaystyle f={\omega  \over 2\pi }={1 \over {2\pi {\sqrt {LC}}}}}

### 直列共振
交流回路で、R、L、C が直列接続されているとする。誘導性リアクタンス ({\displaystyle X_{L}\quad }) は周波数が高くなるにつれて大きくなり、容量性リアクタンス ({\displaystyle X_{C}\quad }) は周波数が高くなるにつれて小さくなる。ある周波数で2つのリアクタンスは同じ大きさになるが、位相は逆である。その周波数がその回路の共振周波数 ({\displaystyle f_{r}\,}) である。
{\displaystyle f_{r}\,} においては、以下のようになる。
{\displaystyle X_{L}=X_{C}\,}
{\displaystyle {\omega {L}}={{1} \over {\omega }{C}}\,}
角周波数をヘルツに変換すると、
{\displaystyle {2\pi fL}={1 \over {2\pi fC}}}
となり、ここで f が共振周波数である。この式を整理すると次のようになる。
{\displaystyle f={1 \over {2\pi {\sqrt {LC}}}}}
直列交流回路では、XC は位相が90度先行し、XL は位相が90度遅れる。したがって、これらが互いに打ち消しあう。電流への唯一の抵抗となるのは、コイルの抵抗である。したがって、直列共振では共振周波数で電流が最大となる。
- {\displaystyle f_{r}\,} で電流が最大となる。電流インピーダンスは最小となる。この状態の回路を「アクセプタ回路」と呼ぶ。
- {\displaystyle f_{r}\,} より低い周波数では、{\displaystyle X_{L}\ll X_{C}\,} となる。したがって回路は容量性になる。
- {\displaystyle f_{r}\,} より高い周波数では、{\displaystyle X_{L}\gg X_{C}\,} となる。したがって回路は誘導性になる。

### 並列共振
コイル (L) とコンデンサ (C) が交流電源に並列接続されているとする。R はコイルの内部抵抗とする。XL と XC が等しいとき、両者の電流が逆方向で打ち消しあい、主線に流れる電流が最小になる。結果として全体の電流は最小となり、インピーダンスが最大になる。
共振周波数は直列の場合と同様 {\displaystyle f={1 \over {2\pi {\sqrt {LC}}}}} である。
共振状態でもコイルとコンデンサを流れる電流は最小ではない。それぞれのリアクタンスを Z、印加されている電圧を V とするとオームの法則から電流は I=V/Z となる。
- fr では、全体の電流は最小になり、全体のインピーダンスは最大となる。この状態の回路を「リジェクタ回路」と呼ぶ。
- fr より低い周波数では、回路は誘導性である。
- fr より高い周波数では、回路は容量性である。

### 共振効果の応用
1. 最も典型的な応用は同調である。例えば、ラジオで特定の放送局に同調する際、LC回路をその局の搬送周波数に共振させる。
2. 直列共振回路は電圧を拡大させる。
3. 並列共振回路は電流を拡大させる。
4. 並列共振回路は、RF増幅器の出力回路の負荷インピーダンスとして使うことができる。インピーダンスが高くなるため、共振周波数での増幅器の利得が最大になる。
5. 並列共振回路は、誘導加熱に使うことができる。

## 回路分析（並列LC回路）
キルヒホッフの電圧則によると、コンデンサにかかる電圧 {\displaystyle V_{C}\,} とコイルにかかる電圧 {\displaystyle V_{L}\,} は等しいはずである。
{\displaystyle V_{C}=V_{L}\,}
同じくキルヒホッフの電流則によれば、コンデンサを流れる電流とコイルを流れる電流の総和はゼロになるはずである。
{\displaystyle i_{C}+i_{L}=0\,}
また、回路素子の性質から以下のことが明らかである。
{\displaystyle V_{L}(t)=L{\frac {di_{L}}{dt}}\,}
かつ
{\displaystyle i_{C}(t)=C{\frac {dV_{C}}{dt}}\,}
これらを組み合わせると、次の2次微分方程式が得られる。
{\displaystyle {\frac {d^{2}i(t)}{dt^{2}}}+{\frac {1}{LC}}i(t)=0\,}
ここで、ωを次のように定義する。
{\displaystyle \omega ={\frac {1}{\sqrt {LC}}}\,}
すると、微分方程式を次のように単純化できる。
{\displaystyle {\frac {d^{2}i(t)}{dt^{2}}}+\omega ^{2}i(t)=0\,}
これは多項式 {\displaystyle s^{2}+\omega ^{2}=0\,} と同じ形式であり、
{\displaystyle s=+j\omega \,}
または
{\displaystyle s=-j\omega \,}
となる。ここで j は虚数単位である。したがって、この微分方程式の完全な解は次のような形式になる。
{\displaystyle i(t)=Ae^{+j\omega t}+Be^{-j\omega t}\,}
そして、初期条件を与えれば {\displaystyle A\,} と {\displaystyle B\,} を求めることができる。
この指数は複素数なので、この解は正弦波の交流を表している。
初期条件が {\displaystyle A=B\,} となるものだった場合、オイラーの公式により、振幅 {\displaystyle 2A} で角周波数 {\displaystyle \omega ={\frac {1}{\sqrt {LC}}}\,} の実正弦波が得られる。
したがって、解は以下のようになる。
{\displaystyle i(t)=2A\cos \omega t\,}
この結果を満足する初期条件は次の通りである。
{\displaystyle i(t=0)=2A\,}
かつ
{\displaystyle {\frac {di(t=0)}{dt}}=0\,}

## LC回路のインピーダンス

### 直列LC回路
まず、直列LC回路のインピーダンスを検討する。全体のインピーダンスは誘導性インピーダンスと容量性インピーダンスの総和である。
{\displaystyle Z=Z_{L}+Z_{C}}
誘導性インピーダンスを {\displaystyle Z_{L}=j\omega L} とし、容量性インピーダンスを {\displaystyle Z_{C}={\frac {1}{j{\omega C}}}} と置換すると次のようになる。
{\displaystyle Z=j\omega L+{\frac {1}{j{\omega C}}}}
全体を通分すると、次のようになる。
{\displaystyle Z={\frac {(\omega ^{2}LC-1)j}{\omega C}}}
この分子を見ると、{\displaystyle \omega ^{2}LC=1} であるとき、インピーダンス Z がゼロになり、それ以外ではゼロにならないことがわかる。したがって、直列LC回路は、その共振周波数でインピーダンスがゼロになるバンドパスフィルタとして機能する。

### 並列LC回路
次に並列LC回路である。全体のインピーダンスは次のようになる。
{\displaystyle Z={\frac {Z_{L}Z_{C}}{Z_{L}+Z_{C}}}}
直列の場合と同様に {\displaystyle Z_{L}} と {\displaystyle Z_{C}} を置換すると、次のようになる。
{\displaystyle Z={\frac {\frac {L}{C}}{\frac {(\omega ^{2}LC-1)j}{\omega C}}}}
これを整理すると、次が得られる。
{\displaystyle Z={\frac {j\omega L}{1-\omega ^{2}LC}}}
{\displaystyle \lim _{\omega ^{2}LC\to 1}Z=\infty } であるが、それ以外の {\displaystyle \omega ^{2}LC} の値ではインピーダンスは有限である（無限大よりも小さい）。したがって並列LC回路は、その共振周波数でインピーダンスが無限大になるバンドストップフィルタとして機能する。

## 選択性
LC回路はフィルタ回路としてもよく使われる。L/C の比が選択性を決定する。直列共振回路では、インダクタンスを高くして静電容量を低くするとフィルタの通過帯域幅を狭くすることができる。並列共振回路ではその逆になる。

## 用途
LC回路は共振回路として動作し、以下のような各種用途に利用されている。
- 発振回路
- フィルタ回路
- チューナー
- 混合器
- フォスター・シーリー弁別回路（英語版）
- 非接触型ICカード
- ペンタブレット
- 万引き防止システム（セキュリティタグ）
- パラメトロン（論理素子）